# Every Country's Sun
Every Country's Sun es el noveno álbum de estudio de la banda escocesa de post rock Mogwai. Fue lanzado el 1 de septiembre del 2017 por el sello  Rock action en el Reino Unido y Europa, mientras que Temporary Residence Limited lo lanzó en Estados Unidos y Spun Records en Australia.

## Lista de canciones
La versión deluxe contiene el álbum en CD y LP, junto con un vinilo extra de 12 pulgadas que contiene seis demos inéditas.

Todas las canciones escritas y compuestas por Mogwai. 
| N.º | Título                       | Duración |  |
| 1.  | «Coolverine»                 | 6:17     |  |
| 2.  | «Party in the Dark»          | 4:02     |  |
| 3.  | «Brain Sweeties»             | 4:44     |  |
| 4.  | «Crossing the Road Material» | 6:58     |  |
| 5.  | «aka 47»                     | 4:16     |  |
| 6.  | «20 Size»                    | 4:44     |  |
| 7.  | «1000 Foot Face»             | 4:31     |  |
| 8.  | «Don't Believe the Fife»     | 6:24     |  |
| 9.  | «Battered at a Scramble»     | 4:03     |  |
| 10. | «Old Poisons»                | 4:30     |  |
| 11. | «Every Country's Sun»        | 5:38     |  |

| Bonus track for Japanese release |                  |          |  |
| N.º                              | Título           | Duración |  |
| 12.                              | «Fight for Work» | 6:49     |  |

| Deluxe edition bonus tracks |                           |          |  |
| N.º                         | Título                    | Duración |  |
| 12.                         | «Acoustic Wash» (demo)    |          |  |
| 13.                         | «Baritone 2» (demo)       |          |  |
| 14.                         | «Bass Tuned to C» (demo)  |          |  |
| 15.                         | «Bends» (demo)            |          |  |
| 16.                         | «Frez» (demo)             |          |  |
| 17.                         | «Ludicrous Ripper» (demo) |          |  |

## Equipo de desarrollo
Créditos adaptados desde las notas de Every Country's Sun.
- Frank Arkwright – grabación
- DLT – Diseño, ilustración
- Matt Estep – asistente de producción
- Dave Fridmann – Mezcla

## Ranking
| Chart (2017)                          | Peak position |
| ------------------------------------- | ------------- |
| Australian Albums (ARIA)              | 65            |
| Austria (Ö3 Austria)                  | 52            |
| Bélgica (Ultratop flamenca)           | 21            |
| Bélgica (Ultratop valona)             | 19            |
| Países Bajos (Album Top 100)          | 85            |
| Francia (SNEP)                        | 50            |
| Alemania (Offizielle Top 100)         | 29            |
| Greek Albums (IFPI)                   | 29            |
| Irlanda (IRMA)                        | 45            |
| Irish Independent Albums (IRMA)       | 5             |
| New Zealand Heatseekers Albums (RMNZ) | 9             |
| Escocia (Scottish Albums Chart)       | 2             |
| España (PROMUSICAE)                   | 41            |
| Suiza (Schweizer Hitparade)           | 28            |
| Reino Unido (UK Albums Chart)         | 6             |
| Reino Unido (UK Independent Albums)   | 3             |
| Estados Unidos (Independent Albums)   | 17            |